# GEA (Österreich)

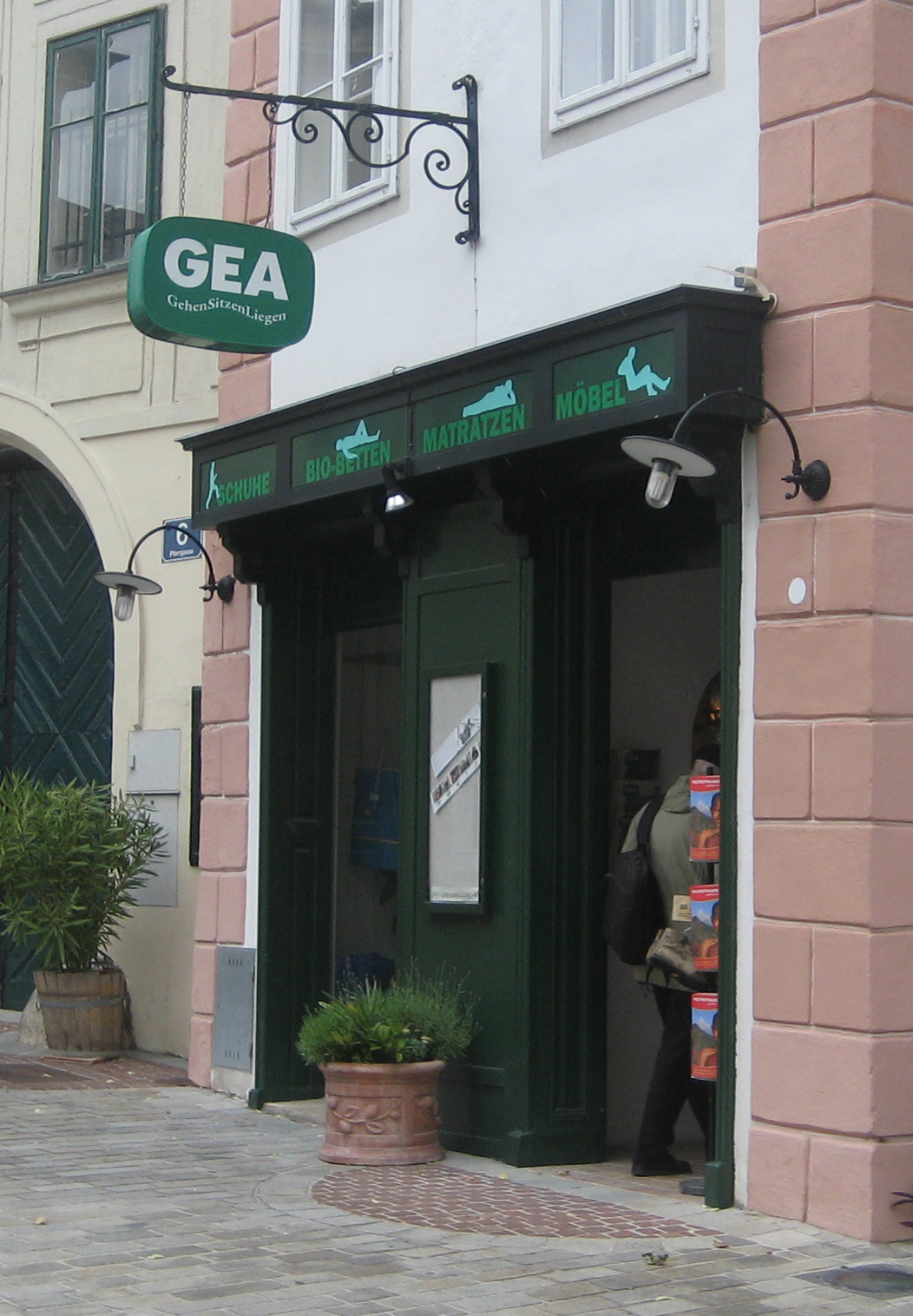
GEA-Laden in Mödling

GEA Waldviertler ist ein österreichisches Handels- und Produktionsunternehmen mit Sitz in Wien, das Schuhe, Möbel, Naturmatratzen, Taschen und Accessoires vertreibt. Das Unternehmen wurde von Heinrich Staudinger gegründet und hat 44 Filialen in Österreich, Deutschland und der Schweiz. Zum Unternehmen gehört auch der GEA Verlag, in dem die Zeitschrift brennstoff und das GEA Album erscheinen, sowie die GEA Akademie, ein Seminarbetrieb in Schrems.

## Geschichte
Heinrich Staudinger gründete 1980 in Wien ein Schuhgeschäft, in dem er Schuhe der dänischen Marke Earth Shoe verkaufte. Später beteiligte er sich an der Waldviertler Schuhwerkstatt in Schrems, die die Waldviertler Schuhe entwickelt, herstellt und repariert.
Aus dem Schuhgeschäft in Wien entwickelte sich das Unternehmen GEA. Heute werden in den GEA-Läden vor allem Waldviertler Schuhe und Waldviertler Taschen; außerdem GEA Möbel, Naturmatratzen und Accessoires verkauft. Die Produkte werden im Direktversand, im Werksverkauf und im Rahmen von Hausmessen in Schrems, aber auch in weiteren 27 GEA-Läden in Österreich, 16 GEA-Läden in Deutschland und einem GEA-Laden in der Schweiz verkauft.

## GEA Akademie
Die GEA Akademie ist der Seminarbetrieb in den Räumlichkeiten der Waldviertler Schuhwerkstatt. Im Firmengebäude befinden sich einige Seminarräume und Gästezimmer. Es werden regelmäßig Seminare, u. a. aus den Themenbereichen Gesundheit, Musik und Handwerk angeboten.

## GEA Verlag
Im GEA Verlag erscheinen die Zeitschrift brennstoff und das GEA Album, ein Werbeblatt für Waldviertler Schuhe, GEA Möbel und andere bei GEA erhältliche Produkte.